# Eunidia entwistlei
Eunidia entwistlei är en skalbaggsart som beskrevs av Stefan von Breuning 1962. Eunidia entwistlei ingår i släktet Eunidia och familjen långhorningar.
Artens utbredningsområde är Nigeria. Inga underarter finns listade i Catalogue of Life.